# レスラー (映画)
『レスラー』（原題: The Wrestler）は、2008年公開のアメリカ映画。かつてスターだった中年のプロレスラー（ミッキー・ローク）が、試合後に心臓発作で倒れ、医師から引退を宣告され、自身の人生を見つめ直す物語。ヴェネツィア映画祭金獅子賞、ゴールデングローブ主演男優賞受賞。

## あらすじ

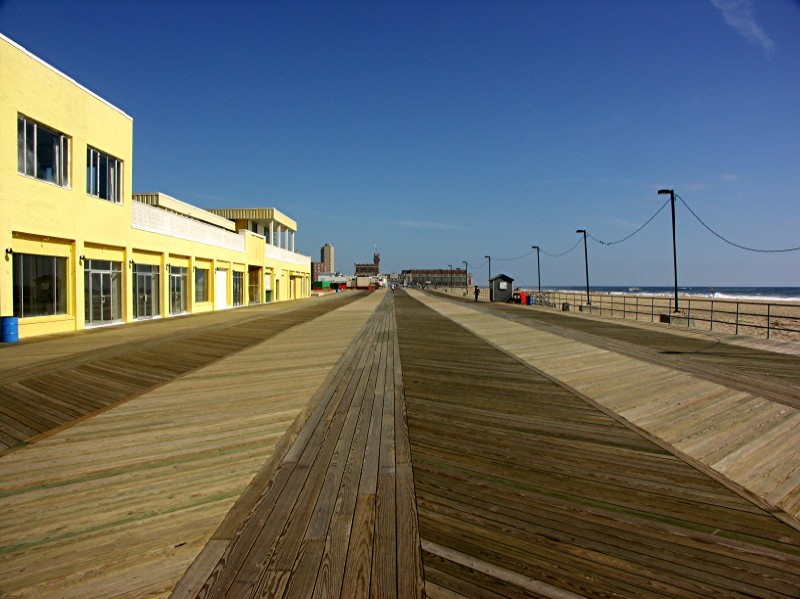
ランディとステファニーが関係を取り戻そうと一緒に歩くシーンで使用されたニュー・ジャージー州の板敷きの遊歩道

1980年代に人気レスラーだったランディだが、二十数年経った現在はスーパーでアルバイトをしながら辛うじてプロレスを続け、想いを寄せるキャシディに会うためにストリップクラブを訪ねる孤独な日々を送っている。ある日、往年の名勝負と言われたジ・アヤトラー戦の20周年記念試合が決定する。メジャー団体への復帰チャンスと意気揚がるランディだったが、長年のステロイド剤使用が祟り心臓発作を起こし倒れてしまう。現役続行を断念したランディは、長年疎遠であった一人娘のステファニーとの関係を修復し、新しい人生を始める決意をするが、バーで出会った女とセックスとコカインにふけったせいで食事の約束を寝過ごしてしまい、ステファニーに絶縁されてしまう。
スーパーの肉売り場で働き始めたランディであったが、元プロレスラーであることに気付いた客の一人に動揺させられ、スライサーで手を怪我する。やけになったランディは仕事をやめてしまう。家族と仕事を失ったランディは、アヤトラー戦でレスラーに復帰することを決意する。
会場にはランディの体を心配してキャシディが駆けつけたが、リングの中だけが俺の世界だと制止を振り切ってリングに上る。試合中に体調が悪化したランディを気遣ってアヤトラーはピンフォールするように耳元で囁くが、ランディはそれを無視して必殺技の「ラム・ジャム」をファンに披露するためにリングコーナーによじ登り、飛び降りる。

## キャスト

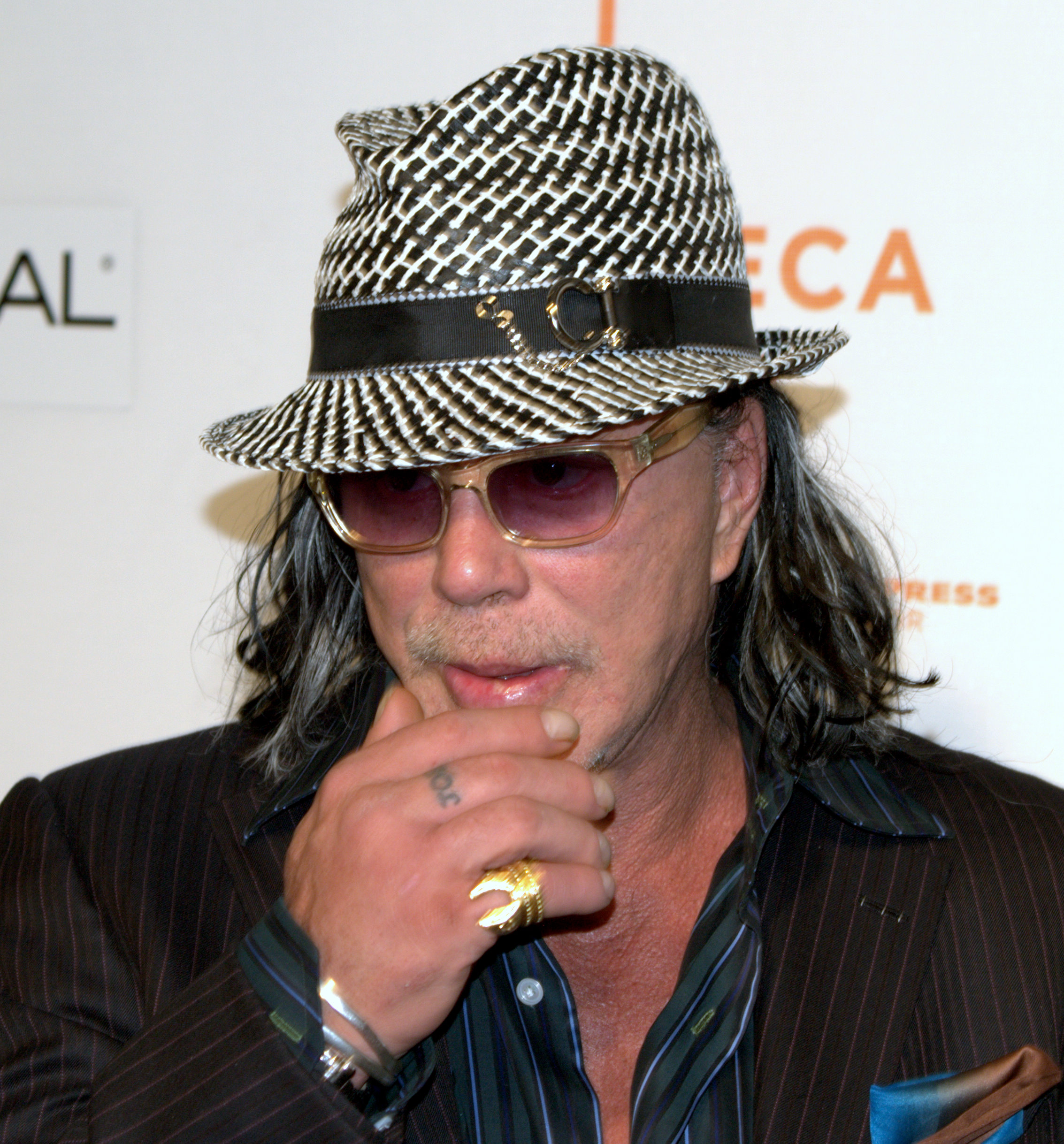
主演のミッキー・ローク(2009年)

| 役名                             | 俳優                         | 日本語吹替   |
| -------------------------------- | ---------------------------- | ------------ |
| ランディ・“ザ・ラム”・ロビンソン | ミッキー・ローク             | 安原義人     |
| キャシディ                       | マリサ・トメイ               | 佐々木優子   |
| ステファニー・ラムジンスキー     | エヴァン・レイチェル・ウッド | 永吉ユカ     |
| レニー                           | マーク・マーゴリス           | 坂本くんぺい |
| ウェイン                         | トッド・バリー               | 丸山壮史     |
| ニック                           | ウェス・スティーヴンス       |              |
| ジ・アヤトラー                   | アーネスト・ミラー           | 高松直輝     |
| ロン・キリングス                 | ロン・キリングス             |              |
| ネクロ・ブッチャー               | ネクロ・ブッチャー           | 佳月大人     |

## 製作

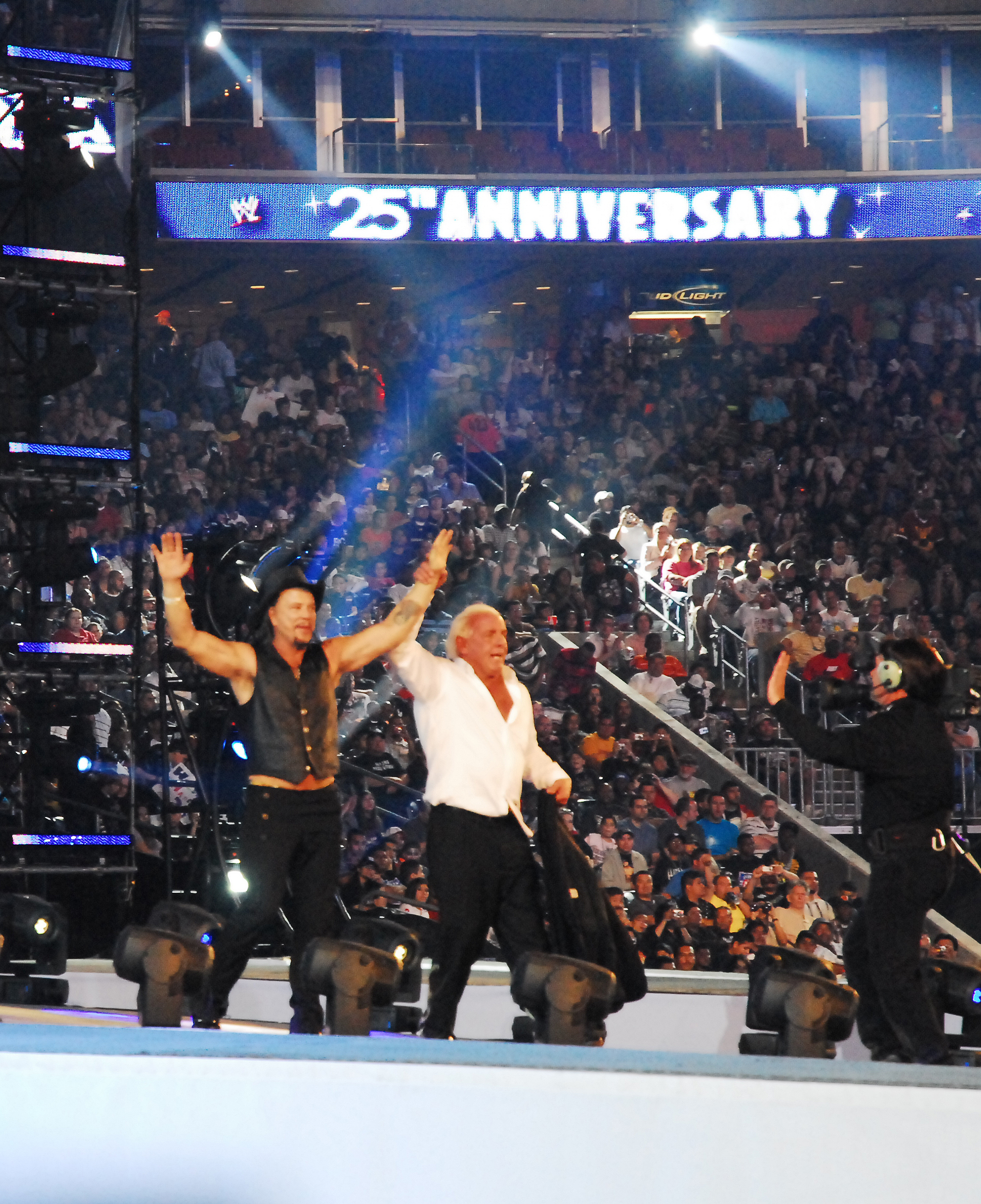
レッスルマニア25で映画を宣伝するミッキー・ローク

当初、製作会社はニコラス・ケイジのような大物を主演俳優に起用することを条件に予算の大幅な増加を監督のダーレン・アロノフスキーに持ちかけたが、アロノフスキーは自分が選んだミッキー・ロークを主演に据えることを強硬に主張し譲らず、その結果、映画はわずか600万ドルという低予算で製作された。一方、元ボクサーのロークは、当初、プロレスは振り付けでしかないと考えており、レスラーを尊敬できなかったが、撮影を通してそのような考え方は変わったという。ロークは、70年代80年代に活躍したプロレスラーのアファ・アノアイから3ヶ月間の訓練を受けた。アロノフスキーは、ロークの肉体を、ドキュメンタリーのような生々しい手持ちカメラの映像で映し出した。アロノフスキーは、「映像スタイルは素材次第。この物語ではミッキーが自由に動ける遊び場のようにしたかった」と語った。
プロレスシーンなどでは、ネクロ・ブッチャーをはじめ、20人を越すプロレスラーを登場させた。またプロレス団体ROHも会場等で協力した。

### プロモーション
映画公開を記念して、WWEではクリス・ジェリコによるミッキー・ローク批判（もちろんアングルである）に端を発する、ジェリコ対レジェンド（リック・フレアー、リッキー・スティムボート、ジミー・スヌーカ、ロディ・パイパー）の抗争ストーリーが組まれ、ロークもジェリコと番組内で毒舌戦を展開。2009年4月のレッスルマニア25ではジェリコの挑発に乗ってロークはリングに上がり、ジェリコをパンチでKOした。
日本での公開日は、2009年6月13日になった。

## 音楽

### 主題歌
ブルース・スプリングスティーン / The Wrestler
スプリングスティーンがミッキー・ロークから送られた手紙と映画スクリプトを読んで書き下ろした新曲。 第66回ゴールデングローブ賞・オリジナル歌曲賞 受賞。

### 挿入歌
ガンズ・アンド・ローゼズ / Sweet Child o' Mine
ランディのステージ登場時のテーマ曲。劇中、ランディが「ガンズ・アンド・ローゼズが活躍した'80年代の音楽は最高だった。'90年代はニルヴァーナの登場のせいでグランジばかりが流行して最低だった。」と語るシーンがあり、'80年代はランディがかつてレスラーとして全盛期だった時期でもある。また、ミッキー・ローク自身も'80年代はスターとして脚光を浴びたが、'90年代はプロ・ボクサーに転身し整形手術を受けるなど低迷期だった。更に、この曲はロークがプロ・ボクサーだった頃にもステージ登場時の曲として使われていた。本作は予算が少なかったこともあり、アクセル・ローズは無償でこの曲の使用を許可したという。エンディング・クレジットではローズに向けて感謝の言葉がクレジットされている。

## 評価
興行収入はアメリカ国内だけで$26,238,243となり、制作費の4倍以上となった。全米週末興行収入成績の最高位は14位であった（2009年1月23日-25日付）。
作品全体は、第65回ヴェネツィア国際映画祭金獅子賞を筆頭に、54個の賞を受賞した。ヴェネツィア国際映画祭の授賞式で、審査員長のヴィム・ヴェンダースは、ミッキー・ロークの演技を「胸が張り裂けそうになるほどの演技」と評価した。一方、ロークがだらしない服装で壇上に上がり下品な言葉遣いをしたことは、ベンダースから「非常に悲しいパフォーマンス」と批判された。主演のロークは、第66回ゴールデングローブ賞主演男優賞を筆頭に、各地の映画祭で主演男優賞として22回表彰された。ゴールデングローブでは主演男優賞以外にも主題歌賞を受賞し、第81回アカデミー賞では主演男優賞と助演女優賞にノミネートされた。
映画批評家からは高い評価が得られた。毎日新聞の矢部明洋は、ローク演じるランディと対戦相手が試合内容及びフィニッシュホールドへの流れを控え室で打ち合わせたり、さらには肉体改造のためステロイド剤や苦痛を和らげる目的の鎮痛剤をはじめとする大量の薬物を購入する光景など、バックステージでのレスラーの赤裸々な描写が最大の見ものとし、痛々しい老レスラーの生態は華麗なショービジネスの残酷な内幕を告発し、その筋肉でおおわれた肉体は商業主義と虚栄に踊らされる現代社会の象徴だと論じた。読売新聞の恩田泰子は、ランディの姿にロークの人生を重ね合わせずにいられないとし、ロークの演技は、ドキュメンタリーのようでもあり、俳優の負の軌跡を鮮やかに役へと昇華した、貴重で美しい映画だとした。映画評論家の稲垣都々世はロークの演技に完全にノックアウトされたという。スポーツ報知の関野亨は、自身の栄光と転落の俳優人生をレスラーに重ね、老いも格好悪さもすべてさらけ出しての熱演であり、ロークの完全復活作だとした。読売新聞の満田育子は、ありきたりの大団円ではない、余韻を残した終わり方を評価した。プロレスに関する著作の多い作家の村松友視は、プロレスの虚実と人生の虚実とを同時に描き切った初めての作品だとした。プロレスオタクを自認する作家の深町秋生は、作品はプロレスやレスラーに対する愛や敬意にあふれているとし、肉体の限界が来てもリングにあがるランディの姿を、全人類の罪を背負い、究極の責め苦を受けたと言われるキリストになぞらえた。
劇中、ジ・アヤトラー（イスラム教シーア派の指導者の尊称）がイランの国旗でランディの首をしめようとするシーンに対し、イラン政府の高官が米国に抗議する事態となり、イラン国内では上映禁止となった。

## 参照
1. 1 2 3  “The Wrestler (2008)”.  Box Office Mojo. 2010年8月31日閲覧。
2. ↑  小田克也 (2009年6月16日). “人生のどん底から…　劇中と現実が重なる　ミッキー・ローク『レスラー』”. 東京新聞
3. ↑  Peter Sciretta (2008年10月9日). “Interview: Darren Aronofsky”. slashfilm.com 2008年9月24日閲覧。
4. 1 2  勝田友巳 (2008年9月10日). “ベネチア国際映画祭- 野心的作品目立ったコンペ部門　金獅子賞は米の「レスラー」”. 毎日新聞
5. ↑  Gregg Goldstein (2007年10月12日). “Cage makes some moves on 'Wrestler'”. The Hollywood Reporter.  オリジナルの2007年10月13日時点におけるアーカイブ。 2008年1月8日閲覧。
6. ↑  “シネマガイド　シーンこぼれ話　ベネチアで復活　驚きのミッキー”. 東京新聞. (2008年9月19日)
7. ↑  “第2特集　ヒット量産方程式の映画に明日はない——制作費高騰のハリウッドと低賃金の日本——日米気鋭の監督が本音を激白”. 週刊東洋経済. (2009年8月1日)
8. ↑  “（エンドロール）「レスラー」×レスリング指導　アファ・アノアイさん”. 朝日新聞. (2009年6月3日)
9. 1 2 3  恩田泰子 (2008年9月9日). “［ベネチア映画祭2008］（中）金獅子賞「レスラー」（連載）”. 読売新聞
10. 1 2  恩田泰子 (2009年6月12日). “［映画］レスラー＝米　M・ローク自身を投影”. 読売新聞
11. ↑  “＜週末シネマガイド　あすから公開＞”. 北海道新聞. (2009年6月12日)
12. ↑  “ベネチア国際映画祭、最高賞に米映画”. 産経新聞. 共同通信. (2008年9月8日)
13. 1 2  柴田寛人 (2009年6月13日). “連載　柴田寛人のこの一本「レスラー」ミッキーロークの人生と重なり合う”. サンケイスポーツ
14. ↑  “ミッキー・ローク、金獅子賞に下品姿で登場”. サンケイスポーツ. (2008年9月8日)
15. ↑  飯田達人 (2009年1月13日). “第66回ゴールデン・グローブ賞　「スラムドッグ」4部門制す”. 読売新聞
16. ↑  “特集- 第81回アカデミー賞、22日発表　栄冠、誰の手に　名作競い合い（その2）”. 毎日新聞. AP通信. (2009年2月20日)
17. ↑  矢部明洋 (2009年6月12日). “シネマの週末- レスラー　プロレスの残酷な内幕”. 毎日新聞
18. 1 2  “［シネマ斬り］レスラー”. スポーツ報知. (2009年6月13日)
19. ↑  満田育子 (2009年6月19日). “［評］映画「レスラー」　丸裸で役に体当たり、胸に迫る”. 読売新聞
20. ↑  戸津井康之 (2009年6月29日). “映画「レスラー」を村松友視さんが語る　「プロとは何か」を訴え”. 産経新聞
21. ↑  深町秋生 (2009年7月11日). “極私的偏愛映画　「レスラー」　プロレスへの愛と敬意に感涙”. 山形新聞
22. ↑  Tait, Robert (2008年12月13日). “Hollywood film accused of insulting Iran”. The Guardian
23. ↑  Mostaghim, Ramin (2009年3月2日). “Iranian official demands apology from visiting Hollywood delegation”. The Los Angeles Times